# Fernando Orsi
Fernando Orsi, detto Nando (Roma, 12 settembre 1959), è un allenatore di calcio ed ex calciatore italiano, di ruolo portiere.

## Carriera

### Giocatore

Orsi alla nella stagione 1991-1992.

Nato e cresciuto al Tiburtino, nel quartiere di Pietralata (nei pressi di largo Antonio Beltramelli), dove i genitori gestivano una pelletteria, Orsi si è formato nelle giovanili della Roma, esordendo tra i professionisti nel 1979 con il Siena in Serie C2. Dal 1980 al 1982 ha giocato con il Parma.
Nella stagione 1982-1983 venne acquistato dalla Lazio, all'epoca in Serie B, per sostituire tra i pali il ritirato Felice Pulici. Divenne subito il portiere titolare e, al termine della stagione, la squadra romana conquistò la promozione in Serie A.
Nella stagione successiva, per volontà del nuovo presidente Giorgio Chinaglia, fu superato nella gerarchia dal reintegrato Massimo Cacciatori.
Il debutto in massima serie avvenne il 6 novembre 1983 in Lazio-Avellino 2-1. L'8 gennaio 1984, dopo l'incontro Lazio-Pisa, in cui la squadra capitolina uscì sconfitta per 0-1, sostituisce l'infortunato Cacciatori. Il suo alto rendimento nelle successive partite ed il contemporaneo risollevarsi della Lazio dalla zona retrocessione, inducono il mister argentino Juan Carlos Morrone a confermarlo come titolare.
Giocò con i biancocelesti fino al 1985. In seguito disputò quattro stagioni con la maglia dell'Arezzo. Tornato alla Lazio nel 1989, ricoprì il ruolo di portiere di riserva fino al ritiro dall'attività agonistica, nel 1998.

### Allenatore
Dal 1999 al 20 settembre 2001 ha ricoperto il ruolo di preparatore dei portieri della Lazio. Il 1º luglio 2002 divenne il vice della squadra biancoceleste, fungendo da assistente a Roberto Mancini. Il 7 luglio 2004 seguì Mancini all'Inter.
Il 21 marzo 2007 è stato ingaggiato dal Livorno, in Serie A, per sostituire l'esonerato Daniele Arrigoni e guida la squadra alla salvezza. Il 9 ottobre, dopo un inizio di campionato negativo, con due soli punti guadagnati in sette giornate (nonostante un buon pareggio per 2-2 contro l'Inter campione d'Italia uscente), è stato esonerato. Il 28 aprile 2008, dopo la pesante sconfitta casalinga contro il Milan per 1-4, viene richiamato alla guida della panchina livornese dal presidente Aldo Spinelli. Tuttavia la sua nuova esperienza sarà molto breve (solo tre partite, tutte perse), e al termine del campionato viene riesonerato dal vulcanico Spinelli, che richiama a dirigere gli ultimi allenamenti dei labronici il già esonerato Giancarlo Camolese.
Il 12 ottobre 2010 diventa il nuovo allenatore della Ternana in Lega Pro Prima Divisione, sostituendo l'esonerato Renzo Gobbo. Il 15 novembre viene inizialmente rimosso dall'incarico, per poi essere reintegrato il giorno successivo. Il 7 febbraio viene definitivamente esonerato dopo aver racimolato solo 3 punti nelle prime 6 partite del girone di ritorno; al suo posto viene chiamato un altro ex laziale, Bruno Giordano.

### Dopo il ritiro
Dopo l'ultima esperienza sulla panchina della Ternana, entra a far parte della scuderia di Mediaset Premium come commentatore delle partite di calcio ed è opinionista presso l'emittente radiofonica Radio Radio e la TV campana Canale 8. Dal 2020 entra a far parte della "rosa" dei commentatori dell'emittente Sky.

## Statistiche

### Presenze e reti nei club
| Stagione        | Squadra         | Campionato      | Campionato | Campionato |
| Stagione        | Squadra         | Comp            | Pres       | Reti       |
| --------------- | --------------- | --------------- | ---------- | ---------- |
| 1978-1979       | Roma            | A               | 0          | 0          |
| 1979-1980       | Siena           | C2              | 34         | -22        |
| 1980-1981       | Parma           | C1              | 18         | -17        |
| 1981-1982       | Parma           | C1              | 33         | -30        |
| Totale Parma    | Totale Parma    | Totale Parma    | 51         | -47        |
| 1982-1983       | Lazio           | B               | 35         | -31        |
| 1983-1984       | Lazio           | A               | 17         | -26        |
| 1984-1985       | Lazio           | A               | 30         | -45        |
| 1985-1986       | Arezzo          | B               | 38         | -40        |
| 1986-1987       | Arezzo          | B               | 38         | -33        |
| 1987-1988       | Arezzo          | B               | 15         | -18        |
| 1988-1989       | Arezzo          | C1              | 34         | -29        |
| Totale Arezzo   | Totale Arezzo   | Totale Arezzo   | 125        | -120       |
| 1989-1990       | Lazio           | A               | 8          | -8         |
| 1990-1991       | Lazio           | A               | 0          | 0          |
| 1991-1992       | Lazio           | A               | 3          | -3         |
| 1992-1993       | Lazio           | A               | 23         | -32        |
| 1993-1994       | Lazio           | A               | 0          | 0          |
| 1994-1995       | Lazio           | A               | 1          | 0          |
| 1995-1996       | Lazio           | A               | 5          | -5         |
| 1996-1997       | Lazio           | A               | 3          | -3         |
| 1997-1998       | Lazio           | A               | 0          | 0          |
| Totale Lazio    | Totale Lazio    | Totale Lazio    | 125        | -153       |
| Totale carriera | Totale carriera | Totale carriera | 335        | -320       |

### Statistiche da allenatore
Statistiche aggiornate al 7 febbraio 2011.
| Stagione            | Squadra         | Campionato      | Campionato | Campionato | Campionato | Campionato | Coppe nazionali | Coppe nazionali | Coppe nazionali | Coppe nazionali | Coppe nazionali | Coppe continentali | Coppe continentali | Coppe continentali | Coppe continentali | Coppe continentali | Altre coppe | Altre coppe | Altre coppe | Altre coppe | Altre coppe | Totale | Totale | Totale | Totale | Vittorie % | Piazzamento             |
| Stagione            | Squadra         | Comp            | G          | V          | N          | P          | Comp            | G               | V               | N               | P               | Comp               | G                  | V                  | N                  | P                  | Comp        | G           | V           | N           | P           | G      | V      | N      | P      | %          | Piazzamento             |
| ------------------- | --------------- | --------------- | ---------- | ---------- | ---------- | ---------- | --------------- | --------------- | --------------- | --------------- | --------------- | ------------------ | ------------------ | ------------------ | ------------------ | ------------------ | ----------- | ----------- | ----------- | ----------- | ----------- | ------ | ------ | ------ | ------ | ---------- | ----------------------- |
| apr.-giu. 2007      | Livorno         | A               | 10         | 4          | 2          | 4          | CI              | 0               | 0               | 0               | 0               | CU                 | 0                  | 0                  | 0                  | 0                  | -           | -           | -           | -           | -           | 10     | 4      | 2      | 4      | 40,00      | Sub. 11°                |
| 2007-2008           | Livorno         | A               | 10         | 0          | 2          | 8          | CI              | 1               | 0               | 1               | 0               | -                  | -                  | -                  | -                  | -                  | -           | -           | -           | -           | -           | 11     | 0      | 3      | 8      | &0,00      | Eson., Sub. 20º (retr.) |
| Totale Livorno      | Totale Livorno  | Totale Livorno  | 20         | 4          | 4          | 12         |                 | 1               | 0               | 1               | 0               |                    | -                  | -                  | -                  | -                  |             | -           | -           | -           | -           | 21     | 4      | 5      | 12     | 19,05      |                         |
| ott. 2010-feb. 2011 | Ternana         | 1D              | 14         | 4          | 5          | 5          | CI+CI-LP        | 0+1             | 0               | 0               | 0+1             | -                  | -                  | -                  | -                  | -                  | -           | -           | -           | -           | -           | 15     | 4      | 5      | 6      | 26,67      | Sub., eson.             |
| Totale carriera     | Totale carriera | Totale carriera | 34         | 8          | 9          | 17         |                 | 2               | 0               | 1               | 1               |                    | -                  | -                  | -                  | -                  |             | -           | -           | -           | -           | 36     | 8      | 10     | 18     | 22,22      |                         |

## Palmarès

### Giocatore

#### Club
- Coppa Italia: 1

Lazio: 1997-1998